# Ђеверица (врело)
42° 59′ 33″ С; 22° 37′ 35″ И / 42.9925° С; 22.6265° И
Ђеверица је једно од многобројних крашких извора у кршу Источне Србије, на десној долинској страни реке Јерме. Аминистративно припада Општини Пирот и Пиротском управном округу.

## Географске одлике
Врело Ђеверица се налази на десној обали Јерме, под вертикалним одсеком брда Мумуљкамена, на 470 m н. в. Новоизграђеним бедемом врело је одвојено од корита реке Јерме.
Издашност врела Ђеверице износи око 150 l/s, али се процењује да је укупна издашност свих извора око 300 l/s.
Сматра се да један део воде која избија из врела има порекло из корита Јерме. На то указује чињеница да се вода врела коју оно издаје замућује када је и Јерма мутна. Због тога је издашност врела веома уједначена током године, што је неуобичајено за крашка врела, с тим да најмање воде издаје крајем лета, почетком јесени и почетком зиме.
Пећина Сувог врела налази се узводно од Ђеверице и издаје воду само у периодима великог протицаја Јерме.